# Hamnholmen (Piteå)
Halmholmen is een Zweeds eiland behorend tot de Pite-archipel. Het eiland ligt voor de kust van Rosvik in de Bastafjord. Het ligt tussen Trundön en het vasteland. Het eiland heeft geen oeververbinding. Er staan wel enkele zomerhuisjes op het eiland, vandaar dat er ook een pad loopt van noord naar zuid. Op het eiland stroomt een beek van oost naar west. 